# Cambio fonético

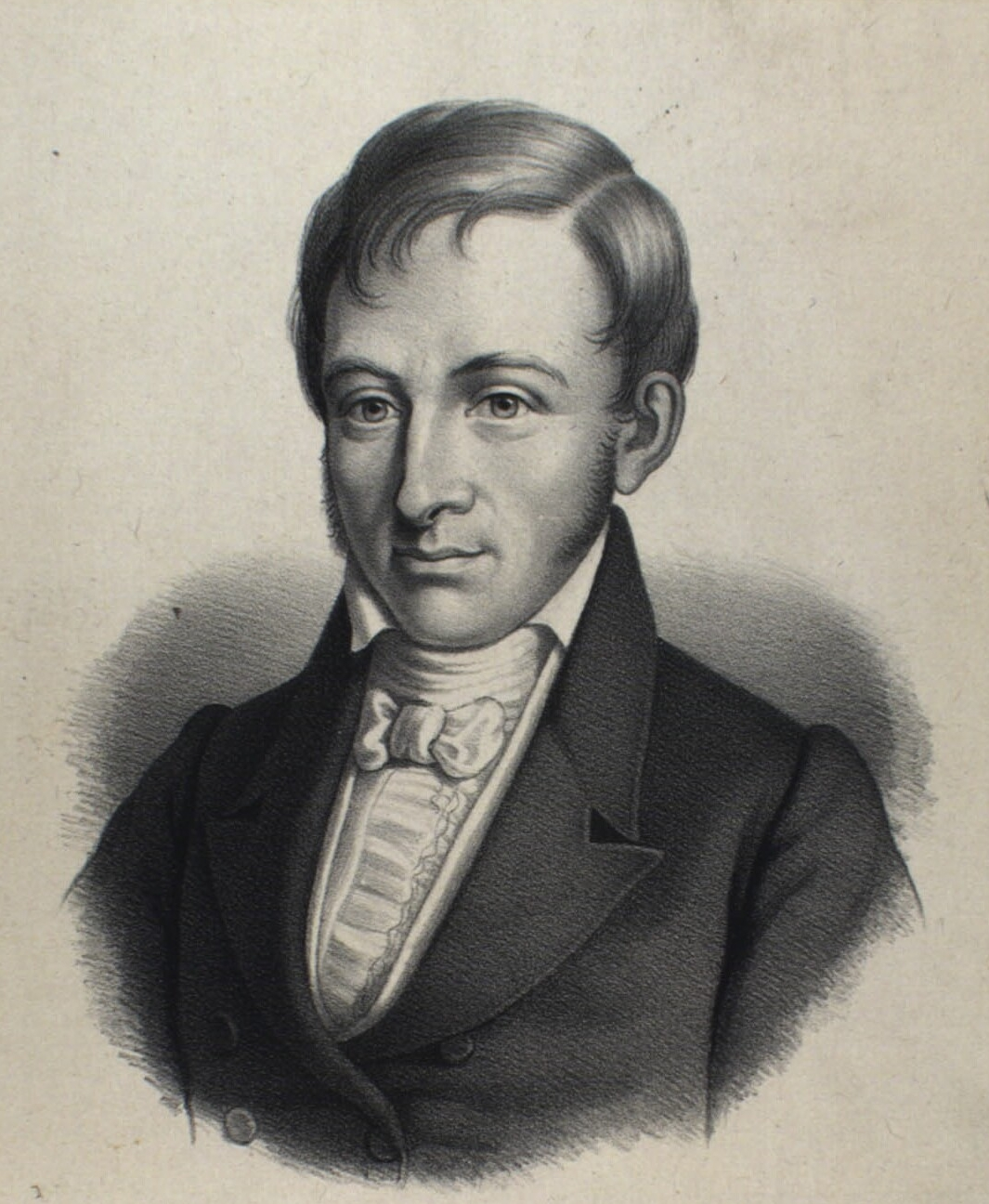
Rasmus Christian Rask (22 de noviembre de 1787 - 14 de noviembre de 1832), erudito y filólogo danés.

Un cambio fonético es un cambio en el nivel fonético-fonológico de una lengua, consistente en alterar la articulación de un determinado fonema. Un cambio fonético puede ser:
- Puramente fonético si el inventario básico de fonemas de la lengua queda inalterado y simplemente algunos fonemas reciben una articulación diferente a la usual antes del cambio.
- Fonológico si el inventario básico de fonemas queda alterado, bien porque se pierdan contrastes y por tanto el número de fonemas se reduzca, o bien porque aparezcan contrastes relevantes nuevos, lo cual aumenta el número de fonemas.

También se usa el término cambio fonético para designar al proceso por el cual una lengua altera su sistema fonológico con el tiempo. Este proceso es una parte de lo que conocemos como cambio lingüístico, el proceso universal e inevitable por el cual las lenguas cambian en el tiempo y por el cual los estadios de la lengua de diferentes épocas pueden llegar a perder inteligibilidad entre sí. 

## Cambios condicionados o sistemáticos
Se producen en determinados contextos fijos y no distribuidos al azar. Se producen a menudo como resultado de la influencia de otros sonidos adyacentes. 

### Asimilación
Es un proceso por el cual un fonema o sonido adquiere rasgos fonéticos que lo hacen más parecido a un fonema o grupo de fonemas adyacentes o cercanos, es decir, se "asimila" a este fonema o grupo de fonemas. Entre las múltiples formas de asimilación encontramos la sonorización, el ensordecimiento, la nasalización, la labialización, la velarización, etc.

### Disimilación
Para la disimilación de las consonantes aspiradas, véase Ley de Grassmann
Acción ejercida por un sonido sobre otro de la misma palabra, con el que posee todos o algunos elementos articulatorios comunes, que consiste en hacerle perder estos rasgos comunes: carcerce > cárcel. Puede llegar incluso a hacerlos desaparecer: aratru > arado. Si es una sílaba la que desaparece, el fenómeno se llama haplología.

### Metátesis
Es el cambio de lugar de uno o más sonidos en el interior de una palabra. Responde a la necesidad de hacer la pronunciación de la palabra más sencilla: crocodilo > cocodrilo. Aunque en muchos casos no están claras las razones formales por las que resulta más sencilla la forma con metátesis que la forma sin metátesis.
Si el sonido que se desplaza mantiene contacto con el sonido que se agrupa etimológicamente: es una metátesis de contacto. Si dos sonidos cambian sus lugares respectivos es una metátesis doble o recíproca: PERÍCULU > *periglo > peligro, PARÁBOLA > *parabla > palabra, o MIRÁCULU > *miraglo > milagro.

## Cambios espontáneos o no sistemáticos
Se producen aleatoriamente y afectan a palabras particulares, en general se consideran sujetos a accidentes históricos y modas varias. En el proceso de cambio lingüístico constituyen solo una parte de los cambios fonéticos observados.

## Notación formal usada para especificar cambios fonéticos
Una afirmación de la forma_
A > B  (o /A/ > /B/)
debe leerse como "A cambia a B", "A es reemplazado por B" o "A se refleja como B". Usualmente se interpreta que el elemento A es la forma de una entidad en una etapa anterior de la lengua y B la forma que aparece en las etapas más recientes. La notación relacionada:
B < A (o /B/ < /A/)
se entiende como "[la forma reciente] B deriva de [la forma anterior] A". Por ejemplo:
POc. /*t/ > Rot. /f/
se interpreta como la forma /*t/ del proto-oceánico (el asterisco indica que es una forma reconstruida) da lugar a la forma /f/ en rotumano. O la más familiar:
lat. /f-/ > esp. /h-/ ante /a/
se interpreta como la f- inicial del latín da lugar a h- en español ante el fonema /a/.
Los dos miembros de estas afirmaciones del tipo "A > B" o "B < A" indican únicamente el punto de partida y el punto final del cambio y no implican que existan otras etapas intermedias. Por ejemplo en el caso del ejemplo de proto-oceánica se conoce que la secuencia completa de cambios fue /*t/ > /θ/ > /f/, mientras que en ciertos contextos el español pasó por las etapas lat. /f-/ > esp. medieval /ɸ/ > esp. /h-/).
Cuando el cambio es condicionado y se da solo en un contextos fonológico particular, la notación puede ampliarse:
A > B /X__Y
que se interpreta como "A cambia a B cuando va precedida de X y seguida de Y". Por ejemplo:
lat. [b] > esp. [β] /[+vocálico]__[+vocálico], que puede simplificarse como
lat. [b] > esp. [β] /V__V (donde V denota a cualquier sonido de tipo vocálico)
Cualquiera de estas dos reglas (heredadas del latín) se interpretan como que los sonidos [b] del latín situados entre vocales dieron lugar en español a palabras articuladas con el sonido [β] (por ejemplo: caballum, dēbet > [kaˈβaʝo] (caballo), [ˈdeβe] ([él] debe),

## Principios neogramáticos del cambio fonético
El estudio sistemático del cambio fonético alcanzó cotas científicas con la escuela neogramática a mediados del siglo XIX. Los autores de esta escuela encontraron que el cambio fonético seguía ciertas pautas o regularidades, que en ocasiones incluso se dejaban formular en forma de "leyes fonéticas". Los neogramáticos establecieron una serie de principios universales en los cambios lingüísticos. Modernamente se considera que dichos "principios" no constituyen "leyes" inviolables sino más bien hechos o tendencias estadísticas que se cumplen en alto grado, pero podrían admitir excepciones. Los principios del cambio lingüístico dentro del enfoque de la escuela neogramática son:
- El cambio fonético no tiene memoria: Es decir, el proceso de cambio fonético solo depende del estado o forma actual de una palabra, y no depende del origen o forma anterior de dicha palabra. Más formalmente si en una lengua se da una convergencia de X e Y a Z, es decir, X, Y > Z, entonces ningún cambio sucesivo que afecte a Z puede distinguir si esa Z procedía de X o de Y.
- El cambio lingüístico es ciego a la gramática: Es decir, un cambio lingüístico solo puede depender de rasgos fonético-fonológicos y no del significado o función gramatical de dicha palabra. Por tanto las únicas condiciones o restricciones que afectan a los cambios son de tipo fonológico y no gramatical o semántico. Por ejemplo si dentro de un determinado contexto, por ejemplo en sílaba inacentuada, se da el cambio X > Z, ese cambio debe afectar a todas las sílabas inacentuadas, y no podría ser que afectara a adjetivos y no a verbos, por ejemplo; ya que la diferencia entre verbo y adjetivo es de tipo gramatical y no fonológica. Este principio está limitado por los efectos de la regularización analógica en ciertas inflexiones, pero se puede argumentar que aquí existe una frontera de morfema que sería una restricción de tipo fonológico.
- El cambio fonético es regular y no admite excepción
- El cambio fonético es inexorable

### Críticas al enfoque neogramático
Algunos lingüistas llegaron a la conclusión de que el avance del cambio fonético es gradual, y se da por difusión léxica progresiva, de palabra en palabra. Por esa razón, en ciertos casos y temporalmente se daría en ciertas palabras y no en otras, admitiendo excepciones ciertos cambios fonéticos. Este factor de gradualidad no fue considerado originalmente por los teóricos neogramáticos. No obstante, la postura más común actualmente es que existe tanto la difusión léxica como el cambio regular, siendo uno u otro más corriente dependiendo del tipo de cambio fonético.
Además el cambio lingüístico difiere de generación en generación. Ciertos cambios se detectan entre los hablantes de menor edad pero no entre los mayores o puede estar más extendido entre las mujeres que entre los hombres. Estos factores sociolingüísticos no fueron considerados hasta que la investigación sociolingüística proporcionó datos diacrónicos suficientes a principios del siglo XX.